# Дамодар Веллі Корпорейшн
Дамодар Веллі Корпорейшн (англ. Damodar Valley Corporation, DVC) — комплекс гребель на річці Дамодар, притоці Хуґлі, розташований приблизно за 500 км до злиття річок. Проект гребель було затверджено у 1948 році, він став першим подібним проектом у незалежній Індії. Його метою є вироботка електроенергії, збереження води для промислових цілей та іригації, навігація по річці; пізніше водосховища стали ще й центрами туризму та водних видів спорту. Важливість комплексу пов'язана з розробкою вугілля в цьому районі та розвитком асоційованої сталиварної і хімічної промисловості. Греблі комплексу збудовані біля міст Майтхон, Панчет, Дурґапур і Тілая.